# مایکل دین وود فورد
مایکل دین وود فورد (انگلیسی: Michael Dean Woodford؛ زادهٔ ۱۹۵۵ (۶۹–۷۰ سال)) اقتصاددان متخصص اقتصاد کلان و نظریه‌پرداز اقتصاد پولی، و استاد دانشگاه اهل ایالات متحده آمریکا است.
وی همچنین برندهٔ جوایزی همچون کمک‌هزینه گوگنهایم شده‌است. او هم‌اکنون در دانشگاه کلمبیا تدریس می‌کند. او احتمالاً بیشتر به خاطر کتابش با عنوان «قیمت‌ها و نرخ سود: مبانی نظریه سیاست پولی» (به انگلیسی Interest and Prices: Foundations of a Theory of Monetary Policy) که کتابی آموزشی در زمینه اقتصاد کلان پولی است، شناخته می‌شود.